# Esempi di campo magnetico
Punto di partenza per calcolare il campo magnetostatico nel vuoto è la legge di Biot-Savart, di cui il caso generale è:
{\displaystyle \mathbf {B} _{0}(\mathbf {r} )={\frac {\mu _{0}}{4\pi }}\int _{V'}{\frac {\mathbf {J} (\mathbf {r} ')\times \Delta \mathbf {r} }{|\Delta \mathbf {r} |^{3}}}dV'}
dove {\displaystyle \Delta \mathbf {r} =\mathbf {r} -\mathbf {r} '} bisogna ricordare che {\displaystyle \mathbf {r} } indica la distanza dal sistema di riferimento del punto dove vogliamo calcolare il campo, {\displaystyle \mathbf {r'} } indica la distanza dell'elemento di circuito, che è {\displaystyle dV'} per circuiti di forma qualsiasi e {\displaystyle dl'} per circuiti filiformi.

## Filo rettilineo infinito

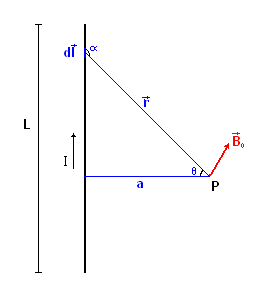
Campo magnetico per un filo percorso da corrente

Si consideri un filo rettilineo di lunghezza {\displaystyle l} molto grande percorso da corrente {\displaystyle I} nel senso positivo dell'asse z. Si vuole calcolare il campo magnetico in un punto {\displaystyle P} distante ortogonalmente dal filo di una quantità {\displaystyle a}. Dobbiamo poter sommare i contributi infinitesimi del campo prodotti da ogni tratto di filo {\displaystyle d\mathbf {l} } distante da P di {\displaystyle \mathbf {r} }, come in figura:
{\displaystyle B_{0}={\frac {\mu _{0}}{4\pi }}I\int _{l}{\frac {dl\cdot \not r\cdot \sin \alpha }{r^{\not 3}}}={\frac {\mu _{0}}{4\pi }}I\int _{l}{\frac {dl\cdot \sin \alpha }{r^{2}}}}
dove abbiamo svolto il prodotto vettoriale a numeratore e semplificato {\displaystyle r}. Possiamo agevolmente fare delle trasformazioni trigonometriche per facilitare il calcolo dell'integrale:
{\displaystyle \sin \alpha =\cos \theta }
poiché: l = a {\displaystyle \cdot } tan {\displaystyle \theta } possiamo derivare {\displaystyle l} rispetto a {\displaystyle \theta }: {\displaystyle {\frac {dl}{d\theta }}={\frac {a}{\cos ^{2}\theta }}} ed infine {\displaystyle r={\frac {a}{\cos \theta }}}. Sostituendo {\displaystyle dl} ed {\displaystyle r}, si può integrare rispetto ad una sola variabile angolare {\displaystyle \theta } che per {\displaystyle l\to \infty \Longrightarrow -\pi /2\leq \theta \leq \pi /2}:
{\displaystyle B_{0}={\frac {\mu _{0}}{4\pi }}I\int _{l}{\frac {1}{r^{2}}}{\sin \alpha \cdot dl}={\frac {\mu _{0}}{4\pi }}I\int _{-\pi /2}^{\pi /2}{\frac {\cancel {\cos ^{2}\theta }}{a^{\not 2}}}\cos \theta {\frac {\not a}{\cancel {\cos ^{2}\theta }}}d\theta ={\frac {\mu _{0}I}{4\pi a}}\int _{-\pi /2}^{\pi /2}\cos \theta \,d\theta }
Eseguendo l'integrale:
{\displaystyle B_{0}={\frac {\mu _{0}I}{4\pi a}}\left[\sin \theta \right]_{-\pi /2}^{\pi /2}={\frac {\mu _{0}I}{2\pi a}}}
Se il filo ha lunghezza {\displaystyle L} non grande abbastanza da poter approssimare allora bisogna tenerne conto: {\displaystyle L=r\sin \theta } e {\displaystyle \sin \theta ={\frac {L}{r}}}, dove con L si intende metà della lunghezza del filo considerato (non riferirsi all'immagine).
{\displaystyle B_{0}={\frac {\mu _{0}I}{2\pi a}}{\frac {L}{\sqrt {a^{2}+L^{2}}}}}
considerando il punto {\displaystyle P} posto sopra il centro del filo. D'altra parte la legge di Biot-Savart per un filo rettilineo infinito è:
{\displaystyle \mathbf {B} _{0}(\mathbf {r} )={\frac {\mu _{0}}{4\pi }}\oint _{l'}I{\frac {d\mathbf {l} '\times \Delta \mathbf {r} }{|\Delta \mathbf {r} |^{3}}}}

## Spira circolare
Vogliamo calcolare il campo magnetico sull'asse di una spira di raggio R. Il contributo {\displaystyle {\mbox{d}}\mathbf {B} _{0}} dell'elemento {\displaystyle {\mbox{d}}\mathbf {l} '} è:
{\displaystyle {\mbox{d}}\mathbf {B} _{0}(z)={\frac {\mu _{0}}{4\pi }}I{\frac {d\mathbf {l} '\times \Delta \mathbf {r} }{|\Delta \mathbf {r} |^{3}}}}
{\displaystyle {\mbox{d}}\mathbf {l} '} è ortogonale a {\displaystyle \Delta \mathbf {r} }, inoltre per ogni elemento infinitesimo {\displaystyle {\mbox{d}}\mathbf {l} '} della spira ce n'è un altro opposto che genera un campo {\displaystyle {\mbox{d}}\mathbf {B} _{0}} uguale in modulo, ma verso opposto. Quindi il campo magnetico risulta parallelo all'asse z:
{\displaystyle \mathrm {d} \mathbf {B} _{0z}=\mathrm {d} B_{0}\cos \alpha }
Integrando:
{\displaystyle \mathbf {B} _{0}=\oint {\mbox{d}}\mathbf {B} _{0z}={\hat {n}}\oint {\mbox{d}}B_{0z}={\frac {\mu _{0}I}{4\pi }}{\frac {\cos \alpha }{|\Delta \mathbf {r} |^{2}}}\oint {\mbox{d}}l'={\frac {\mu _{0}I}{4\pi }}{\frac {\cos \alpha }{|\Delta \mathbf {r} |^{2}}}2\pi R}
sostituendo {\displaystyle \cos \alpha ={\frac {R}{|\Delta \mathbf {r} |}}} e {\displaystyle |\Delta \mathbf {r} |={\sqrt {R^{2}+z^{2}}}} si ottiene:
{\displaystyle \mathbf {B} _{0}(z)={\hat {n}}{\frac {\mu _{0}IR^{2}}{2\left(z^{2}+R^{2}\right)^{3/2}}}}
Nel caso che {\displaystyle z\gg R}:
{\displaystyle B_{0}(z)={\frac {\mu _{0}IR^{2}}{2z^{3}}}}
Al centro della spira {\displaystyle z=0}:
{\displaystyle B_{00}={\frac {\mu _{0}I}{2R}}}

## Solenoide
Il solenoide di lunghezza {\displaystyle L} può essere considerato un insieme di {\displaystyle N} spire coassiali di raggio {\displaystyle R}. Il campo magnetico ha la direzione dell'asse del solenoide. Il campo magnetico in un punto dell'asse del solenoide può essere agevolmente calcolato applicando la legge di Ampère ad un circuito rettangolare formato da un lato corrispondente all'asse del solenoide (o un qualunque segmento parallelo all'asse e interno ad ogni spira), un secondo lato parallelo al primo ma esterno al solenoide, e i lati congiungenti simmetrici fra loro, otteniamo il risultato:
{\displaystyle \oint _{C}\mathbf {B} _{0}\cdot d\mathbf {l} =\mu _{0}nLI}
dove n, la densità di spire, è uguale al rapporto tra {\displaystyle N} e {\displaystyle L}, e {\displaystyle C} è una qualsiasi linea chiusa concatenante la corrente {\displaystyle I} su tutte le spire (cioè N volte):
{\displaystyle B_{0}=\mu _{0}n\cdot I}
Infatti con l'approssimazione di solenoide infinito, il campo magnetico esterno al solenoide è nullo, perché le linee di campo si debbono ricongiungere all'infinito e sono infinitamente rade all'esterno. I due lati congiungenti sono simmetrici ed il problema pure: il loro contributo è nullo.

## Interno di un conduttore attraversato da corrente
Consideriamo un conduttore elettrico a sezione circolare di raggio {\displaystyle R} attraversato da una corrente {\displaystyle I}.
Per la legge di Ampere:
{\displaystyle \oint _{C}\mathbf {B} _{0}\cdot d\mathbf {s} =2\pi rB=\mu _{0}I}
Supponendo la corrente uniformemente distribuita all'interno del conduttore avremo una densità pari a:
{\displaystyle j={\frac {I}{\pi R^{2}}}}
La corrente concatenata avrà un andamento, in funzione del raggio {\displaystyle r} della circonferenza attorno all'asse del conduttore, del tipo:
{\displaystyle i(r)=I{\frac {r^{2}}{R^{2}}}}
Dalla  legge di Ampére:
{\displaystyle 2\pi rB=\mu _{0}j\pi r^{2}=\mu _{0}I{\frac {r^{2}}{R^{2}}}}
Da cui otteniamo:
{\displaystyle B={\frac {\mu _{0}jr}{2}}={\frac {\mu _{0}Ir}{2\pi R^{2}}}\qquad 0\leq r\leq R}
Che rappresenta l'andamento del campo magnetico nell'interno di un conduttore in funzione della distanza dal centro.
Come si nota il campo cresce in maniera lineare e proporzionalmente ad r. Giunti ad {\displaystyle r=R}, per {\displaystyle r>R} il campo decresce come {\displaystyle 1/r}.

## Lamina piana infinita
Consideriamo una lamina piana indefinita percorsa da una corrente {\displaystyle i} unidirezionale. Se prendiamo un sistema di riferimento cartesiano, ed orientiamo opportunamente gli assi in modo da avere il piano delle coppie {\displaystyle (x;y)} coincidente con quello della lamina e la corrente diretta lungo {\displaystyle \mathbf {x} }, allora seguendo la regola della mano destra il campo magnetico {\displaystyle \mathbf {B} } sarà diretto lungo {\displaystyle \mathbf {y} } e varierà lungo {\displaystyle \mathbf {z} }. Infatti, quando {\displaystyle z>0} varrà {\displaystyle \mathbf {B} =B\mathbf {u_{y}} } e per {\displaystyle z<0} sarà {\displaystyle \mathbf {B} =-B\mathbf {u_{y}} }; pertanto, esso subirà una discontinuità tangenziale alla lamina, proprio nel passaggio all'interno della stessa ({\displaystyle z=0}). Dalla circuitazione calcolata attorno a questa discontinuità risulta:
{\displaystyle B_{0}={\frac {\mu _{0}j_{l}}{2}}}
Dove {\displaystyle j_{l}} rappresenta la densità lineare di corrente (A/m) della lamina. Dalla differenza dei due campi lungo {\displaystyle \mathbf {z} } (che rappresentati vettorialmente sono opposti in segno), si ottiene il valore della discontinuità, ossia il doppio di {\displaystyle B_{0}}.